# Paolo Brera (scrittore)
Paolo Alberto Brera (Milano, 16 settembre 1949 – Milano, 21 febbraio 2019) è stato un economista, scrittore, traduttore, giornalista e poeta italiano.

## Biografia
Paolo Brera, scrittore, traduttore e giornalista, è il terzo figlio dello scrittore e giornalista Gianni Brera e di Rina Gramegna, insegnante. È stato sposato con Clelia Bertello. Dalla seconda moglie Rosetta Griglié ha avuto due figlie, Jalée (n. 1985) e Lavinia Lys (n. 1987).
Brera si è laureato in Economia politica all'Università Bocconi di Milano dove fra il 1974 e il 1978 è stato assistente di Storia economica.
Fino al 1985 ha svolto lavoro di ricerca  sulle economie pianificate dell'URSS e dell'Europa orientale, pubblicando una cinquantina di saggi su riviste specializzate e lavori collettivi. È stato membro dell'Association Internationale des Économistes de Langue Française e ha presentato relazioni a Roma e al quartier generale della NATO a Bruxelles. Dal 1980 al 1986 ha fatto parte della Commissione economica centrale del Partito Socialista Italiano. Dal 1981 si è dedicato prevalentemente al giornalismo, scrivendo per Critica Sociale, ItaliaOggi e Il Secolo XIX. Ha inoltre collaborato a Labour Weekly, Corriere della Sera, Exormissi, Avanti!, Die Neue Gesellschaft, Ny Politik, il Corriere del Ticino, Tages Anzeiger, Panorama, Mondo economico, Rinascita, Mondoperaio, Politica ed Economia, e altri. Nel 1989-90 è stato caporedattore dell'edizione italiana della rivista russa Moskovskie Novosti. Fra il 1997 e il 2002 ha diretto e pubblicato la rivista Brera, dedicata all'omonimo quartiere di Milano.
Gli articoli accademici e giornalistici di Brera sono stati scritti o tradotti in diverse lingue europee. Con Alberto Scherillo ha curato l'Annuario economico del calcio italiano, 1994-1995: le strategie aziendali e i bilanci delle squadre di serie A, Milano, Baldini&Castoldi, 1994.
Dopo l'anno 2000 Brera si è dedicato sopra tutto alla narrativa e alla poesia, pubblicando diversi romanzi polizieschi e di fantascienza, uno studio sull'economia mondiale per Famiglia Cristiana, tre raccolte di poesie e un progetto letterario incentrato sulla figura di Don Giovanni. Ha inoltre collaborato alle riviste culturali Viator ed Eos.
Come traduttore Brera ha volto in italiano dalle rispettive lingue originali opere di Balzac, Puškin, Zorrilla, Turgenev, Sienkiewicz, Machado de Assis e altri.
Come giornalista, ha lavorato dal 2002 al 2014 per La Padania e dal 1985 per i giornali del gruppo Athesis. Dal 2015 fino alla morte ha collaborato con Sette, il settimanale del Corriere della Sera.
Muore il 21 febbraio 2019 all’età di 69 anni stroncato da un infarto mentre si trovava nella metropolitana di Milano. Era uscito da pochi minuti dal Ribs and Beer, locale di Lambrate in cui aveva presentato, insieme all'amico e scrittore Andrea Carlo Cappi, il suo ultimo romanzo, "Il futuro degli altri" (Clown Bianco Edizioni).

## Opere
- Denaro. Scritti di economia e letteratura, Brescia, Shakespeare&Company, 1985.
- Dagmar la terrestre, Bologna, Perseo Libri, 1992.
- Annuario economico del calcio italiano, coautore Alberto Scherillo, Milano, Baldini&Castoldi, 1995.
- Aurore (versi), prefazione di Leonardo Coen, Milano, Otma Edizioni, 2002.
- Emergenza fame. Il paradosso del mondo opulento, Milano, San Paolo, 2003 (Famiglia Cristiana dossier)[16].
- Gioanfucarlo (biografia), coautore Claudio Rinaldi, Milano, Boroli, 2004.
- Miti seri ed inversi (versi), prefazione di Vladimir Nabokov, Milano, Otma Edizioni, 2004.
- Il veleno degli altri, Lugano, Todaro Editore, 2006; www.algama.it, 2016 [17].
- Il denaro degli altri, Treviso, Editing, 2006; www.algama.it, 2016.
- Due secoli di storia a Milano e non immediati dintorni (versi), Torino, Aragno, 2007.
- Don Giovanni. Un progetto di Paolo Brera, con opere di Balzac, Puškin, Zorrilla e Gianni Brera, trad. e prefazione di Paolo Brera, Milano, Alacrán, 2007.
- La prigione degli altri, Milano, BookTime, 2008[18].
- La Mobile. Racconti metropolitani, coautore Celeste Bruno, Milano, Mursia, 2009[19].
- L'artificiere, coautore Celeste Bruno, Pavia, Altravista, 2009.
- Il visconte, coautore Andrea Carlo Cappi, Milano, Sperling & Kupfer, 2011.
- Eos. Sparare nel mucchio. Scritti di tuttologia applicata, Bagnacavallo, Discanti, 2011.
- Guida letteraria ai ristoranti di Milano, Bologna, Il Novello, 2015.
- Prigionieri del Caucaso, www.algama.it, 2016.
- Senza vampiri, www.algama.it, 2016.
- La locanda delle streghe, www.algama.it, 2017.
- Cantico dell'adulterio, www.algama.it, 2017.
- Bartek il trionfatore, www.algama.it, 2017.
- L'elisir di lunga vita, www.algama.it, 2017.
- Scherza coi santi, www.algama.it, 2018.
- Il futuro degli altri, Clown Bianco Edizioni, 2019